# Rushmore (Schiff, 1991)
Die USS Rushmore (LSD-47) ist ein Docklandungsschiff der United States Navy und gehört der Whidbey-Island-Klasse an. Sie wurde nach dem Mount Rushmore National Memorial in South Dakota benannt.

## Geschichte
LSD-47 wurde 1985 in Auftrag gegeben. 1987 wurde das Schiff bei Avondale Shipyard auf Kiel gelegt, 1989 lief es vom Stapel und wurde getauft. Die Indienststellung der Rushmore erfolgte am 1. Juni 1991.
Auf ihrer ersten Einsatzfahrt 1992 landete die Rushmore in der Operation Restore Hope Truppen an der Küste von Somalia an. Nach Ende der Einsatzfahrt 1993 sollte das Schiff ursprünglich erst 1995 wieder verlegen. Dies wurde jedoch mit einer Vorwarnfrist von nur vier Wochen um fast ein Jahr vorverlegt. In dieser Fahrt unterstützte die Rushmore die Operation Support Hope, in der den vom Völkermord in Ruanda Betroffenen humanitäre Hilfe zukam. Nach einer weiteren Verlegung 1996 wurde das Schiff 1997 zum Smart Ship ausgerüstet. Im Rahmen des Gator-17-Programms wurden Technologien für die San-Antonio-Klasse erprobt.
In der nächsten Verlegung operierte die Rushmore 1999 mit Verbündeten im Nahen Osten. Ende 2004 verlegte sie an der Seite der Bonhomme Richard, um am Irakkrieg teilzunehmen. Nach dem Seebeben im Indischen Ozean änderte die Gruppe jedoch ihr Ziel, um in der Operation Unified Assistance den Opfern zu helfen und Hilfsgüter an die zerstörten Küsten zu bringen. Später setzte die Gruppe dann wie geplant Kurs auf den Persischen Golf.
2006 nahm die Rushmore, wie schon zwei Jahre zuvor, am Manöver RIMPAC teil. 2007 führte der Irakkrieg das Schiff wieder in den Golf, wiederum an der Seite der USS Bonhomme Richard (LHD-6). Ein ähnlicher Einsatz folgte 2009.